# چکیانو اسیدل
چکیانو اسیدل (به لاتین: Trzecianów Osiedle) یک سکونتگاه مسکونی در لهستان است که در Gmina Borek Wielkopolski واقع شده‌است.